# Насвітевич
Насвіте́вич — вантажно-пасажирська залізнична станція Лиманської дирекції Донецької залізниці

## Загальні відомості
Розташована на півночі Лисичанська, Сіверськодонецький район, Луганської області на неелектрифікованій лінії Сватове — Попасна між станціями Лисичанськ (5 км) та Рубіжне (5 км). На станції зупиняються лише приміські дизель-потяги.

## Історія
З будівництвом значної кількості промислових підприємств у Лисичанську, в тому числі хімічної галузі постала проблема доставки продукції до інших регіонів держави. Одним з тих, хто закликав до будівництва залізниці у Лисичанську був і Дмитро Менделєєв. Для транспортування продукції від заводів до залізничної станції була відкрита канатна дорога.
Названа на честь генерала О.Насвітевича, який безкоштовно віддав частку своїх земель і вклав значні кошти на будівництво залізниці.
У 1879 році була  Попасна— Лисичанськ, У 1895 році прокладена залізниця Лисичанськ-Куп'янськ. 
На початку 20 століття на станції вугілля з прилеглих шахт та склозаводу завантаживались у вагони.

## Світлини

Станція Насвітевич
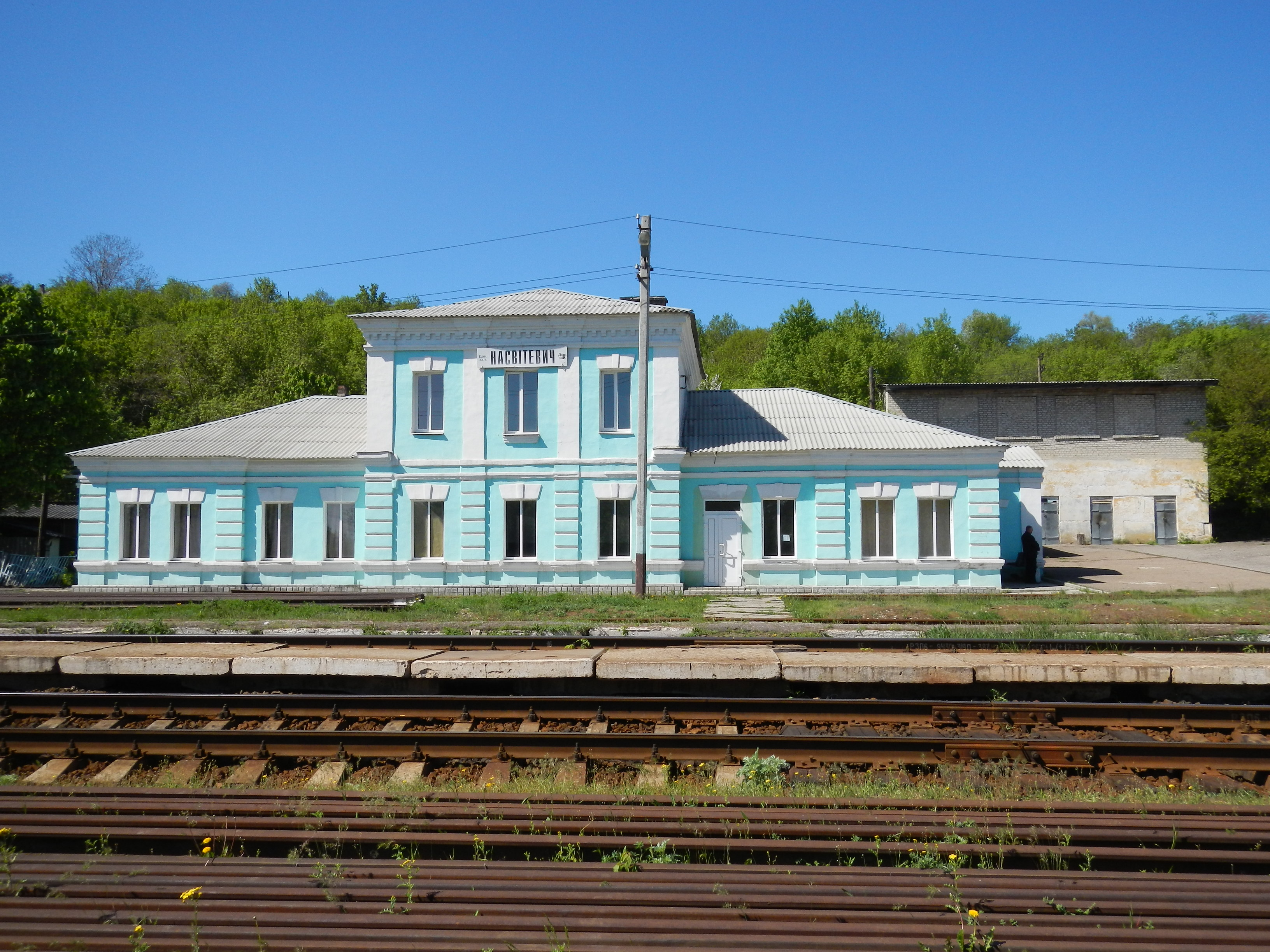
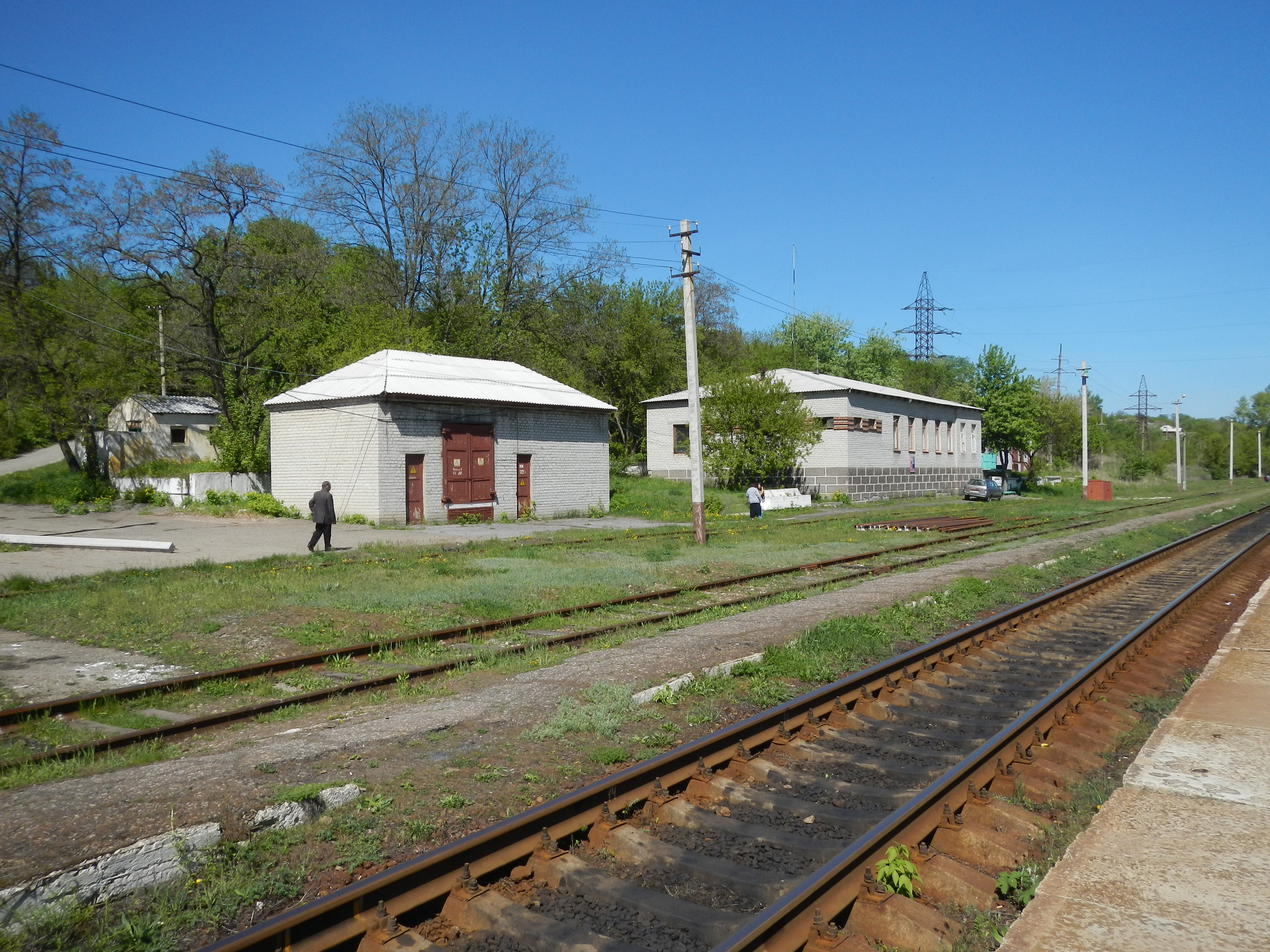
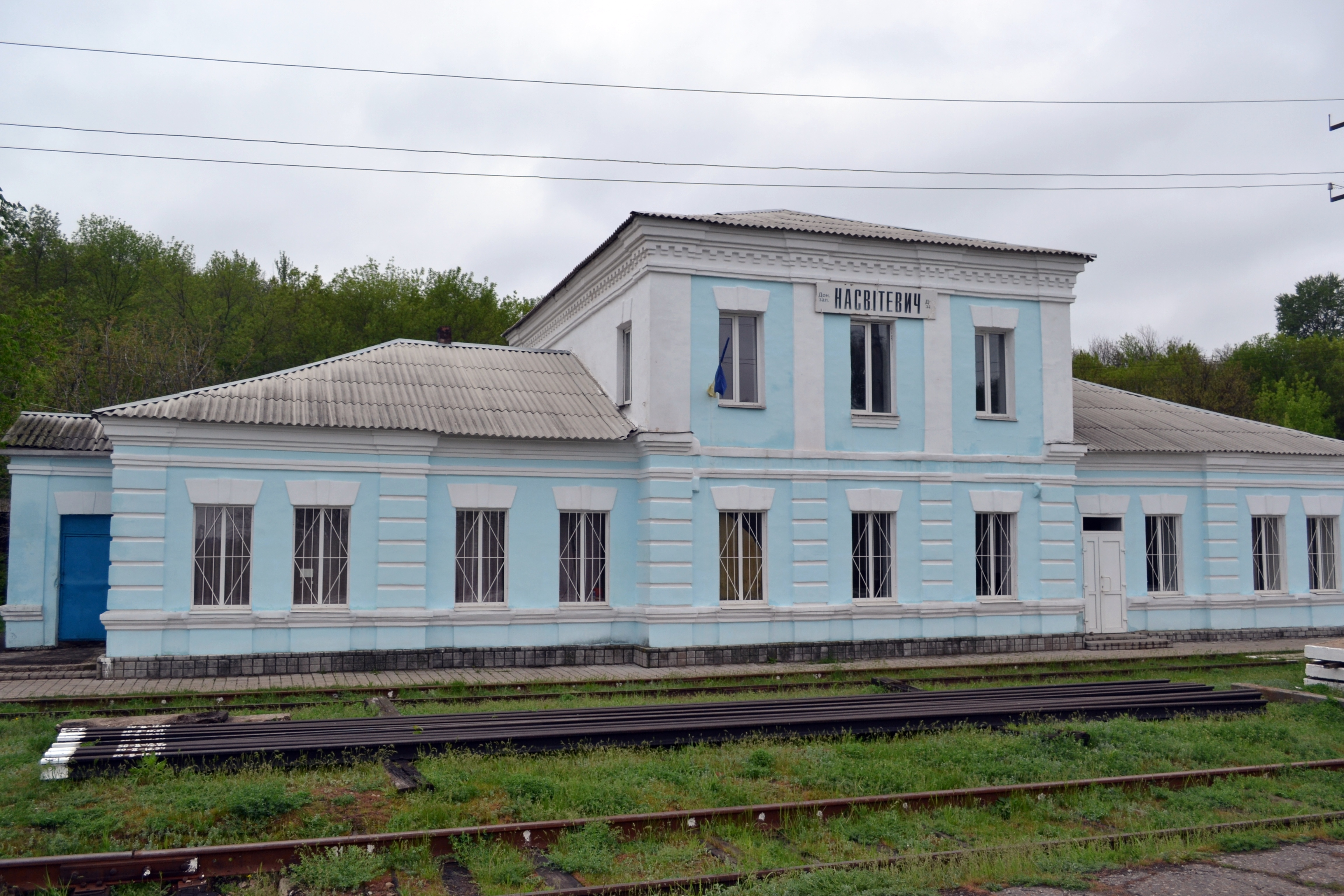
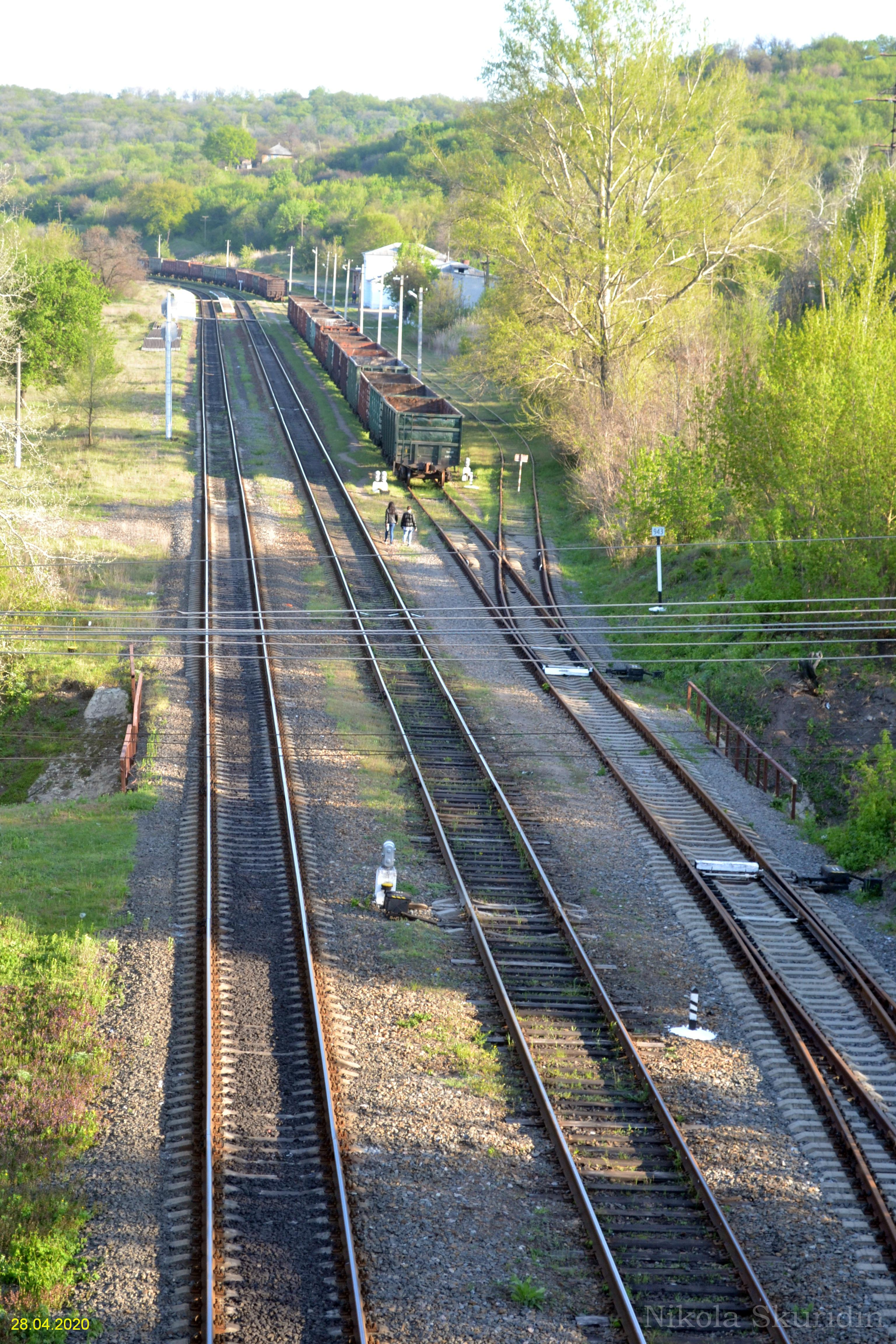